# Leonard Turkowski
Leonard Turkowski (ur. 23 września 1914 w Poznaniu, zm. 19 stycznia 1985 w Olsztynie) – nauczyciel, poeta, prozaik, dziennikarz, bibliofil. Autor siedmiu tomików wierszy, dziesięciu książek prozatorskich (opowiadań i powieści), nawiązujących do historii Warmii i Mazur oraz trzech tomów wspomnień, prezes olsztyńskiego oddziału Związku Literatów Polskich.

## Życiorys
Urodził się w Poznaniu przy ulicy Głogowskiej 69 jako najmłodszy z pięciorga rodzeństwa w rodzinie tramwajarza Stanisława Turkowskiego i Magdaleny z domu Skorupskiej. W 1932 ukończył poznańskie Seminarium Nauczycielskie im. Ewarysta Estkowskiego przy ul. Ratajczaka. W następnym roku rozpoczął pracę w redakcji „Nowego Kuriera”. Dwa lata potem debiutował tomem poezji „Krzyż na rozdrożu”. W 1937 ukazał się jego drugi tomik poezji „Krew ziemi”, a młody poeta został przyjęty do Związku Literatów Polskich, zaś w następnym – trzeci tomik, „Gdy Środa rym poda”. Przez cały czas współpracował z „Wiciami Wielkopolskimi”, wydawnictwem Ostoja (Katolicki Związek Młodzieży Polskiej) i innymi wydawnictwami oraz publikował wiersze, (m.in. w „Ilustracji Polskiej”), nowele i utwory sceniczne. Lata wojny spędził w Poznaniu, Krakowie, Warszawie, Garwolinie, Dęblinie, gdzie w 1941 ożenił się z Kunegundą z domu Molencką. Potem młodzi małżonkowie mieszkali w Białej Podlaskiej, Piszczacu, Opatowie, Szydłowcu. 
W marcu 1945 Turkowski podjął pracę jako nauczyciel w szkole podstawowej w Dominowie, powiat Środa Wielkopolska. Po dwóch latach przeniesiono go do szkoły podstawowej w Pławcach Powiat średzki (województwo wielkopolskie), gdzie m.in. prowadził kursy dla analfabetów, chór przy wiejskiej kaplicy. W tym czasie rozpoczął też studia w Wyższej Szkole Pedagogicznej w Warszawie. W 1948 r. był członkiem PPR, od 1948 należał do PZPR. Od września 1951 r. był nauczycielem w Liceum Pedagogicznym w Leśnej Podlaskiej powiat Biała Podlaska, a trzy lata później rozpoczął pracę w Liceum Pedagogicznym w Bartoszycach. Tam też zaczął publikować wiersze i artykuły w „Wiadomościach Bartoszyckich”, „Głosie Nauczycielskim”, w miesięczniku „Warmia i Mazury” i w „Głosie Olsztyńskim”. W 1959 wydał pierwszy powojenny tomik wierszy „Na progu doby” (Wydawnictwo Poznańskie). Od 1962 był etatowym publicystą „Głosu Olsztyńskiego”, by po siedmiu latach przejść na stanowisko dyrektora Wojewódzkiej Biblioteki Pedagogicznej w Olsztynie, skąd odszedł na emeryturę w 1974.
Przez ostatnich jedenaście lat życia Leonard Turkowski napisał około 180 felietonów z cyklu „Nowości z dawnych lat” (w „Expressie Poznańskim”) oraz prawie sto felietonów z cyklu „Książka retro” (w mies. „Warmia i Mazury”). Przygotował również trylogię autobiograficzną („Księga mojego domu”, Wydawnictwo Pojezierze, Olsztyn 1979; „Księga mojego miasta”; „Księga Warmii i Mazur”, Olsztyn 1983). Zmarł 19 stycznia 1985 w Olsztynie i spoczął na tamtejszym cmentarzu komunalnym przy ul. Poprzecznej.
Był odznaczony m.in.: Krzyżem Komandorskim i Kawalerskim Orderu Odrodzenia Polski, Złotym Krzyżem Zasługi, Medalem Komisji Edukacji Narodowej i odznaką Zasłużony Działacz Kultury.